# 게이브 미나케
게이브 미나케(Gabe Muoneke, 본명: Nnadubem Gabriel Enyinaya Muoneke, 1978년 2월 7일 ~ , 미시간주 앤아버)는 나이지리아 출신의 미국 프로 농구 선수이다. 미나케는 미국에서 태어났음에도 불구하고 국제적으로 나이지리아를 대표한다.
미나케는 텍사스주 휴스턴 북서쪽에 있는 사이프러스 폴스 고등학교에 다녔다. 졸업 후 오스틴에 있는 텍사스대학교에 입학했고, 2000년에 석유공학 학위를 취득했다. 학교 농구팀에서 4년을 보낸 후 미나케는 지명을 받지 못한 채 대학을 떠났다. 득점과 리바운드 모두에서 텍사스 대학 농구 역사상 상위 15위에 랭크되었다. 콜럼버스 리버드래곤스(현재 오스틴 스퍼스)의 1라운드 픽이었고 그 다음에는 NBDL의 로어노크 대즐이기도 했다. 밴쿠버 그리즐리스 (1995년)와 뉴올리언스 호넷츠를 포함하여 여러 NBA 여름 리그에서 뛰었다. 미나케는 또한 디트로이트 피스톤스, 휴스턴 로켓츠, 샬럿 밥캣츠, 유타 재즈와 무보장 NBA 계약을 체결했지만 4개 팀 모두에서 면제되었다.
미나케는 푸에르토리코의 폰스 라이언스, 튀르키예의 피나르 카르시야카, 중국의 베이징 올림픽, 부산 KTF 매직 윙스, 대한민국의 서울 SK 나이츠, 스페인의 카세레스, 이란의 사바 배터리 등 전 세계에서 뛰었다.
2007년 11월부터 미나케는 Hoopshype.com에서 자신의 선수 경력, 외국 생활 및 정치에 대해 논의하는 블로그를 운영하고 있다.
2007-08년 겨울에 그는 부상당한 제임스 싱글턴을 대체하기 위해 '07-'08 ACB 챔피언이자 유로리그 파이널 4 참가자인 스페인 ACB의 사스키 바스코니아와 계약을 체결했다. 계약이 만료되었을 때 미나케는 팀의 갱신 제안을 수락하지 않았고 양측은 서로 헤어졌다.
중국에 있는 동안 미나케는 많은 득점 기록을 경신했으며 중국에서 세 시즌 모두 중국 최고 득점자 중 하나였다. 미나케는 윈난 런닝 불스(Yunnan Running Bulls)에서 뛰던 중 중국 대표팀 주장이자 상하이 샤크스(Shanghai Sharks) 선수인 류웨이와 경기 후 대결을 벌이던 중 신체적 공격을 받았다. 미나케와 샤크스의 차이량이 경기 중 공을 놓고 씨름한 후 차이, 류 및 일부 샤크스 선수들은 경기장을 떠나면서 미나케와 그의 아내, 자녀, 시어머니와 마주쳤다. 미나케는 자신에게 물병을 던졌고, 선수들에게 쫓기고 코너킥을 당했다. 류와 차이는 이후 벌금이 부과되고 정직되었다. 상하이 샤크스에게도 벌금이 부과됐다. 미나케는 부상을 입지 않았다.
2008-09 시즌 동안 ASVEL 빌뢰르반과 계약했지만 9월에 방출되었다. 그 후 그는 유타 재즈와 계약했지만 10월에 면제되었다.
2009년 자신의 블로그에서 프로농구 은퇴를 언급한 뒤 30세의 나이로 은퇴했다.
미나케는 2010년 아프리카 석유 및 가스 분야에서 경력을 이어갔으며 부모님의 모국인 나이지리아에서 자신의 회사를 시작한 것으로 보인다.